# Harry Styles díjai és jelölései
Harry Styles angol énekes, dalszerző és színész, aki pályafutása során 301 jelölésből 133 díjat nyert meg. Zenei karrierje 2010-ben kezdődött meg a One Direction fiúegyüttes tagjaként, aminek tagjaként több díjat is elnyert. Három BMI London-díjat nyert az együttes dalainak megírásáért. Az együttes 2016-os hiátusát követően aláírt egy szóló szerződést a Columbia Records kiadóval és megjelentette debütáló kislemezét, a Sign of the Times-t. Brit Award-díjat nyert az Év videója és iHeartRadio Music-díjat a Legjobb videóklip kategóriában. 2017-ben jelent meg első stúdióalbuma, amiért a Legjobb nemzetközi előadó díjat kapta az ARIA Awards díjkiosztón.
2019-ben kiadta második lemezét, a Fine Line-t, amiről két kislemezt adott ki, a Lights Upot és az Adore You-t. A korábbi megkapta a Legjobb dal díjat a 2020-as Global Awards díjkiosztón, míg az utóbbi három jelölést kapott a 2020-as MTV Video Music Awards-on. Az album megnyerte az American Music Award díjat a Kedvenc pop/rock album kategóriában és a Juno-díjat az Év nemzetközi albumáért. Ezek mellett jelölték a 2020-as Brit Awards díjátadón az Év brit albuma díjra. A 63. Grammy-gálán három kategóriában is jelölték az előadót: a Legjobb popalbumért, a Legjobb videóklipért és a Legjobb szóló popénekes teljesítményért. Az utóbbi kategóriában győztes lett a Watermelon Sugar. Két évvel később Harry’s House című lemeze három Grammy-díjat nyert meg, az Év albuma díjat beleértve.
Zene mellett színészkedett is, a Dunkirk (2017) című Christopher Nolan-filmben, amiért a Critics’ Choice Movie Awards és a Washington D.C. Area Film Critics Association Awards díjátadókon is kapott jelöléseket. Szerepelt ezek mellett Olivia Wilde Nincs baj, drágám filmjében, és A rendőrömben, amelyekért szintén kapott jelöléseket. Ismert még divatérzékéről, amiért több díjat is nyert az évek során. Az első férfi, aki egyedül jelent meg a Vogue címlapján.

## Lista
| Díjátadó                                      | Év   | Jelölt/munka                                     | Kategória                                         | Eredmény | For.    |
| --------------------------------------------- | ---- | ------------------------------------------------ | ------------------------------------------------- | -------- | ------- |
| American Music Awards                         | 2020 | Fine Line                                        | Kedvenc pop/rockalbum                             | Elnyerte | [ 11 ]  |
| American Music Awards                         | 2022 | Önmaga                                           | Az év előadója                                    | Jelölve  | [ 12 ]  |
| American Music Awards                         | 2022 | Önmaga                                           | Kedvenc férfi popelőadó                           | Elnyerte | [ 12 ]  |
| American Music Awards                         | 2022 | As It Was                                        | Kedvenc videóklip                                 | Jelölve  | [ 12 ]  |
| American Music Awards                         | 2022 | As It Was                                        | Kedvenc popdal                                    | Elnyerte | [ 12 ]  |
| American Music Awards                         | 2022 | Harry’s House                                    | Kedvenc popalbum                                  | Jelölve  | [ 12 ]  |
| ADC Awards                                    | 2023 | Music for a Sushi Restaurant                     | Film / Videóklip                                  | Ezüst    | [ 13 ]  |
| AICP Awards                                   | 2023 | Music for a Sushi Restaurant                     | Videóklip                                         | Elnyerte | [ 14 ]  |
| AMFT Awards                                   | 2020 | Watermelon Sugar                                 | Legjobb szóló popénekes teljesítmény              | Elnyerte | [ 15 ]  |
| APRA Music Awards                             | 2021 | Adore You                                        | Legtöbbet előadott nemzetközi munka               | Jelölve  | [ 16 ]  |
| APRA Music Awards                             | 2023 | As It Was                                        | Legtöbbet előadott nemzetközi munka               | Elnyerte | [ 17 ]  |
| ARIA Music Awards                             | 2017 | Önmaga                                           | Legjobb nemzetközi előadó                         | Elnyerte | [ 18 ]  |
| ARIA Music Awards                             | 2020 | Önmaga                                           | Legjobb nemzetközi előadó                         | Elnyerte | [ 19 ]  |
| ARIA Music Awards                             | 2022 | Önmaga                                           | Legjobb nemzetközi előadó                         | Elnyerte | [ 20 ]  |
| Art Directors Guild Awards                    | 2021 | Falling                                          | Rövid videó: websorozat, videóklip vagy hirdetés  | Elnyerte | [ 21 ]  |
| BBC Music Awards                              | 2017 | Önmaga                                           | Az év előadója                                    | Jelölve  | [ 22 ]  |
| Berlin Music Video Awards                     | 2023 | Music for a Sushi Restaurant                     | Legjobb vágás                                     | Jelölve  | [ 23 ]  |
| Billboard Music Awards                        | 2020 | Önmaga                                           | Billboard Slágerlista teljesítmény-díj            | Elnyerte | [ 24 ]  |
| Billboard Music Awards                        | 2021 | Adore You                                        | Legjobb rádiós dal                                | Jelölve  | [ 25 ]  |
| Billboard Music Awards                        | 2021 | Önmaga                                           | Legjobb rádiós dal előadó                         | Jelölve  | [ 25 ]  |
| BMI London Awards                             | 2014 | Story of My Life                                 | Popdíj                                            | Elnyerte | [ 26 ]  |
| BMI London Awards                             | 2016 | Night Changes                                    | Popdíj                                            | Elnyerte | [ 27 ]  |
| BMI London Awards                             | 2016 | Perfect                                          | Popdíj                                            | Elnyerte | [ 27 ]  |
| BMI Pop Awards                                | 2018 | Sign of the Times                                | Díjazott dalok                                    | Elnyerte | [ 28 ]  |
| BMI Pop Awards                                | 2022 | Golden                                           | Díjazott dalok                                    | Elnyerte | [ 29 ]  |
| BMI Pop Awards                                | 2023 | As It Was                                        | Díjazott dalok                                    | Elnyerte | [ 30 ]  |
| Bravo Otto                                    | 2020 | Önmaga                                           | Nemzetközi énekes                                 | Jelölve  | [ 31 ]  |
| Bravo Otto                                    | 2022 | Önmaga                                           | Nemzetközi énekes                                 | Jelölve  | [ 32 ]  |
| British Arrows                                | 2023 | Music for a Sushi Restaurant                     | Videóklip                                         | Ezüst    | [ 33 ]  |
| Brit Awards                                   | 2018 | Sign of the Times                                | Az év brit videóklipje                            | Elnyerte | [ 34 ]  |
| Brit Awards                                   | 2020 | Fine Line                                        | Az év brit albuma                                 | Jelölve  | [ 35 ]  |
| Brit Awards                                   | 2020 | Önmaga                                           | Brit férfi szólóelőadó                            | Jelölve  | [ 35 ]  |
| Brit Awards                                   | 2021 | Watermelon Sugar                                 | Az év brit kislemeze                              | Elnyerte | [ 36 ]  |
| Brit Awards                                   | 2023 | Harry’s House                                    | Az év brit albuma                                 | Elnyerte | [ 37 ]  |
| Brit Awards                                   | 2023 | As It Was                                        | Az év brit dala                                   | Elnyerte | [ 37 ]  |
| Brit Awards                                   | 2023 | Önmaga                                           | Az év brit előadója                               | Elnyerte | [ 37 ]  |
| Brit Awards                                   | 2023 | Önmaga                                           | Legjobb pop/R&B-előadó                            | Elnyerte | [ 37 ]  |
| British LGBT Awards                           | 2018 | Önmaga                                           | Az év szövetségese                                | Jelölve  | [ 38 ]  |
| British LGBT Awards                           | 2021 | Önmaga                                           | 10 legjobb zenei előadó                           | Jelölve  | [ 39 ]  |
| British LGBT Awards                           | 2023 | Önmaga                                           | Celeb ally                                        | Jelölve  | [ 40 ]  |
| Buenos Aires Tiszteletbeli vendége            | 2022 | Önmaga                                           | Tiszteletbeli vendég                              | Elnyerte | [ 41 ]  |
| Camerimage International Film Festival        | 2021 | Falling                                          | Legjobb videóklip                                 | Jelölve  | [ 42 ]  |
| Camerimage International Film Festival        | 2022 | As It Was                                        | Legjobb videóklip                                 | Jelölve  | [ 43 ]  |
| Capricho Awards                               | 2017 | Önmaga                                           | Nemzetközi előadó (zene)                          | Jelölve  | [ 44 ]  |
| Capricho Awards                               | 2017 | Önmaga                                           | Nemzetközi crush                                  | Jelölve  | [ 44 ]  |
| Capricho Awards                               | 2017 | Önmaga                                           | Nemzetközi fashionista                            | Jelölve  | [ 44 ]  |
| Capricho Awards                               | 2020 | Önmaga                                           | Az év nemzetközi előadója                         | Jelölve  | [ 45 ]  |
| Capricho Awards                               | 2020 | Watermelon Sugar                                 | Az év nemzetközi slágere                          | Jelölve  | [ 45 ]  |
| Capricho Awards                               | 2022 | Önmaga                                           | Az év nemzetközi előadója                         | Jelölve  | [ 46 ]  |
| Capricho Awards                               | 2022 | As It Was                                        | Az év nemzetközi slágere                          | Jelölve  | [ 46 ]  |
| Capricho Awards                               | 2022 | Harry’s House                                    | Az év albuma                                      | Jelölve  | [ 46 ]  |
| Ciclope Művészeti Fesztivál                   | 2023 | Music For a Sushi Restaurant                     | Legjobb rendezés                                  | Ezüst    | [ 47 ]  |
| Ciclope Művészeti Fesztivál                   | 2023 | Music For a Sushi Restaurant                     | Legjobb színkorrekció                             | Ezüst    | [ 47 ]  |
| Ciclope Művészeti Fesztivál                   | 2023 | Music For a Sushi Restaurant                     | Legjobb cinematográfia                            | Bronz    | [ 47 ]  |
| Ciclope Művészeti Fesztivál                   | 2023 | Music For a Sushi Restaurant                     | Legjobb produceri design                          | Arany    | [ 47 ]  |
| Clio-díj                                      | 2020 | Falling                                          | Videóklip – Zenemarketing                         | Elnyerte | [ 48 ]  |
| Clio-díj                                      | 2020 | Adore You                                        | Videóklip – Rendezés                              | Elnyerte | [ 49 ]  |
| Critics’ Choice Movie Awards                  | 2017 | Dunkirk                                          | Legjobb szereposztás                              | Jelölve  | [ 50 ]  |
| Danish Music Awards                           | 2020 | Fine Line                                        | Az év nemzetközi albuma                           | Jelölve  | [ 51 ]  |
| Danish Music Awards                           | 2022 | Harry’s House                                    | Az év nemzetközi albuma                           | Jelölve  | [ 52 ]  |
| Danish Music Awards                           | 2022 | As It Was                                        | Az év nemzetközi slágere                          | Jelölve  | [ 52 ]  |
| The Fashion Awards                            | 2013 | Önmaga                                           | Brit stílusdíj                                    | Elnyerte | [ 53 ]  |
| Fonogram – Magyar Zenei Díj                   | 2021 | Fine Line                                        | Az év külföldi pop/rockalbuma vagy hangfelvétele  | Jelölve  | [ 54 ]  |
| Fonogram – Magyar Zenei Díj                   | 2023 | Harry’s House                                    | Az év külföldi pop/rockalbuma vagy hangfelvétele  | Jelölve  | [ 55 ]  |
| GAFFA Awards                                  | 2018 | Harry Styles                                     | Az év nemzetközi albuma                           | Jelölve  | [ 56 ]  |
| GAFFA Awards                                  | 2018 | Önmaga                                           | Az év nemzetközi szólóelőadója                    | Jelölve  | [ 56 ]  |
| GAFFA Awards                                  | 2021 | Watermelon Sugar                                 | Az év nemzetközi slágere                          | Elnyerte | [ 57 ]  |
| GAFFA Awards                                  | 2023 | As It Was                                        | Az év nemzetközi slágere                          | Elnyerte | [ 58 ]  |
| GAFFA Awards                                  | 2023 | Harry’s House                                    | Az év nemzetközi albuma                           | Elnyerte | [ 58 ]  |
| GAFFA Awards                                  | 2023 | Önmaga                                           | Az év nemzetközi szólóelőadója                    | Elnyerte | [ 58 ]  |
| Global Awards                                 | 2020 | Lights Up                                        | Legjobb dal                                       | Elnyerte | [ 59 ]  |
| Global Awards                                 | 2020 | Önmaga                                           | Legjobb férfi                                     | Jelölve  | [ 60 ]  |
| Global Awards                                 | 2021 | Önmaga                                           | Legjobb férfi                                     | Elnyerte | [ 61 ]  |
| Global Awards                                 | 2023 | Önmaga                                           | Legjobb brit előadó                               | Elnyerte | [ 62 ]  |
| Global Awards                                 | 2023 | Önmaga                                           | Mass Appeal                                       | Jelölve  | [ 62 ]  |
| Global Awards                                 | 2023 | Önmaga                                           | Legjobb férfi                                     | Elnyerte | [ 62 ]  |
| Global Awards                                 | 2023 | Late Night Talking                               | Legjobb dal                                       | Jelölve  | [ 62 ]  |
| Global Awards                                 | 2023 | As It Was                                        | Legjobb dal                                       | Elnyerte | [ 62 ]  |
| Global Awards                                 | 2024 | Önmaga                                           | Legjobb férfi                                     | Jelölve  | [ 63 ]  |
| Global Awards                                 | 2024 | Önmaga                                           | Legjobb pop                                       | Jelölve  | [ 63 ]  |
| Global Awards                                 | 2024 | Önmaga                                           | Legjobb rajongók                                  | Jelölve  | [ 63 ]  |
| Grammy-díj                                    | 2021 | Watermelon Sugar                                 | Legjobb popénekes teljesítmény                    | Elnyerte | [ 64 ]  |
| Grammy-díj                                    | 2021 | Adore You                                        | Legjobb videóklip                                 | Jelölve  | [ 65 ]  |
| Grammy-díj                                    | 2021 | Fine Line                                        | Legjobb popaplbum                                 | Jelölve  | [ 65 ]  |
| Grammy-díj                                    | 2022 | Fine Line                                        | Legjobb imerzív audióalbum                        | Jelölve  | [ 65 ]  |
| Grammy-díj                                    | 2023 | As It Was                                        | Az év felvétele                                   | Jelölve  | [ 65 ]  |
| Grammy-díj                                    | 2023 | As It Was                                        | Az év dala                                        | Jelölve  | [ 65 ]  |
| Grammy-díj                                    | 2023 | As It Was                                        | Legjobb szóló popénekes teljesítmény              | Jelölve  | [ 65 ]  |
| Grammy-díj                                    | 2023 | As It Was                                        | Legjobb videóklip                                 | Jelölve  | [ 65 ]  |
| Grammy-díj                                    | 2023 | Harry’s House                                    | Az év albuma                                      | Elnyerte | [ 65 ]  |
| Grammy-díj                                    | 2023 | Harry’s House                                    | Legjobb popaplbum                                 | Elnyerte | [ 65 ]  |
| Hits FM Music Awards                          | 2022 | As It Was                                        | Legjobb tíz kislemez                              | Elnyerte | [ 66 ]  |
| Hits FM Music Awards                          | 2022 | Late Night Talking                               | Legjobb tíz kislemez                              | Elnyerte |         |
| IFPI                                          | 2022 | As It Was                                        | Az év legtöbb példányban eladott kislemeze        | Elnyerte | [ 67 ]  |
| iHeartRadio Music Awards                      | 2018 | The Chain                                        | Legjobb feldolgozott dal                          | Elnyerte | [ 68 ]  |
| iHeartRadio Music Awards                      | 2018 | Sign of the Times                                | Legjobb videóklip                                 | Elnyerte | [ 68 ]  |
| iHeartRadio Music Awards                      | 2018 | Önmaga                                           | Legjobb szóló áttörés                             | Jelölve  | [ 68 ]  |
| iHeartRadio Music Awards                      | 2019 | You’re Still the One                             | Legjobb feldolgozott dal                          | Elnyerte | [ 69 ]  |
| iHeartRadio Music Awards                      | 2021 | Juice                                            | Legjobb feldolgozott dal                          | Elnyerte | [ 70 ]  |
| iHeartRadio Music Awards                      | 2021 | Adore You                                        | Legjobb dalszöveg                                 | Elnyerte | [ 70 ]  |
| iHeartRadio Music Awards                      | 2021 | Önmaga                                           | Legjobb rajongótábor                              | Jelölve  | [ 71 ]  |
| iHeartRadio Music Awards                      | 2021 | Watermelon Sugar                                 | Legjobb videóklip                                 | Jelölve  | [ 71 ]  |
| iHeartRadio Music Awards                      | 2021 | Önmaga                                           | Az év férfi előadója                              | Jelölve  | [ 71 ]  |
| iHeartRadio Music Awards                      | 2021 | Watermelon Sugar                                 | Az év dala                                        | Jelölve  | [ 71 ]  |
| iHeartRadio Music Awards                      | 2022 | Love On Tour                                     | Az év turnéja                                     | Elnyerte |         |
| iHeartRadio Music Awards                      | 2023 | As It Was                                        | Az év dala                                        | Jelölve  | [ 72 ]  |
| iHeartRadio Music Awards                      | 2023 | As It Was                                        | Legjobb videóklip                                 | Jelölve  | [ 72 ]  |
| iHeartRadio Music Awards                      | 2023 | As It Was                                        | Az év TikTok-slágere                              | Jelölve  | [ 72 ]  |
| iHeartRadio Music Awards                      | 2023 | Önmaga                                           | Az év előadója                                    | Elnyerte | [ 72 ]  |
| iHeartRadio Music Awards                      | 2023 | Önmaga                                           | Kedvenc stílus                                    | Elnyerte | [ 72 ]  |
| iHeartRadio Music Awards                      | 2023 | Love On Tour                                     | Kedvenc rezidencia                                | Elnyerte | [ 72 ]  |
| iHeartRadio Titanium Awards                   | 2020 | Adore You                                        | 1 milliárd hallgatói lejátszás                    | Elnyerte | [ 73 ]  |
| iHeartRadio Titanium Awards                   | 2021 | Watermelon Sugar                                 | 1 milliárd hallgatói lejátszás                    | Elnyerte | [ 74 ]  |
| iHeartRadio Titanium Awards                   | 2022 | As It Was                                        | 1 milliárd hallgatói lejátszás                    | Elnyerte | [ 75 ]  |
| Ivor Novello-díj                              | 2021 | Adore You                                        | PRS a legtöbbször előadott munkáért               | Elnyerte | [ 76 ]  |
| Ivor Novello-díj                              | 2021 | Watermelon Sugar                                 | PRS a legtöbbször előadott munkáért               | Jelölve  | [ 77 ]  |
| Ivor Novello-díj                              | 2021 | Önmaga (Kid Harpoonnal)                          | Az év dalszerzője                                 | Jelölve  | [ 77 ]  |
| Ivor Novello-díj                              | 2023 | As It Was                                        | PRS a legtöbbször előadott munkáért               | Elnyerte | [ 78 ]  |
| Ivor Novello-díj                              | 2023 | As It Was                                        | Legjobb dal                                       | Jelölve  | [ 78 ]  |
| Ivor Novello-díj                              | 2023 | Himself (Kid Harpoonnal                          | Az év dalszerzője                                 | Jelölve  | [ 78 ]  |
| Joox Thailand Music Awards                    | 2022 | Önmaga                                           | Az év nemzetközi közösségi előadója               | Jelölve  | [ 79 ]  |
| Juno-díj                                      | 2021 | Fine Line                                        | Az év nemzetközi albuma                           | Elnyerte | [ 80 ]  |
| Juno-díj                                      | 2023 | Harry’s House                                    | Az év nemzetközi albuma                           | Elnyerte | [ 81 ]  |
| LOS40 Music Awards                            | 2017 | Harry Styles                                     | Legjobb nemzetközi album                          | Jelölve  | [ 82 ]  |
| LOS40 Music Awards                            | 2017 | Önmaga                                           | Legjobb nemzetközi új előadó                      | Jelölve  | [ 82 ]  |
| LOS40 Music Awards                            | 2017 | Önmaga                                           | Lo+40 előadó                                      | Jelölve  | [ 82 ]  |
| LOS40 Music Awards                            | 2020 | Fine Line                                        | Legjobb nemzetközi album                          | Jelölve  | [ 83 ]  |
| LOS40 Music Awards                            | 2020 | Önmaga                                           | Legjobb nemzetközi előadó                         | Jelölve  | [ 83 ]  |
| LOS40 Music Awards                            | 2022 | Harry’s House                                    | Legjobb nemzetközi album                          | Elnyerte | [ 84 ]  |
| LOS40 Music Awards                            | 2022 | As It Was                                        | Legjobb nemzetközi dal                            | Jelölve  | [ 84 ]  |
| LOS40 Music Awards                            | 2022 | As It Was                                        | Legjobb nemzetközi videó                          | Jelölve  | [ 84 ]  |
| LOS40 Music Awards                            | 2022 | Önmaga                                           | Legjobb nemzetközi előadó                         | Jelölve  | [ 84 ]  |
| LOS40 Music Awards                            | 2022 | Önmaga                                           | Legjobb koncertfellépő                            | Jelölve  | [ 84 ]  |
| Mercury-díj                                   | 2022 | Harry’s House                                    | Az év album                                       | Jelölve  | [ 85 ]  |
| Melon Music Awards                            | 2020 | Watermelon Sugar                                 | Legjobb pop                                       | Jelölve  | [ 86 ]  |
| Meus Prêmios Nick                             | 2017 | Sign of the Times                                | Kedvenc nemzetközi sláger                         | Jelölve  | [ 87 ]  |
| Meus Prêmios Nick                             | 2017 | Sign of the Times                                | Kedvenc nemzetközi videóklip                      | Jelölve  | [ 87 ]  |
| Meus Prêmios Nick                             | 2018 | Önmaga                                           | Kedvenc nemzetközi előadó                         | Jelölve  | [ 88 ]  |
| MTV Europe Music Awards                       | 2013 | Önmaga                                           | Legjobb kinézet                                   | Elnyerte | [ 89 ]  |
| MTV Europe Music Awards                       | 2017 | Önmaga                                           | Legjobb kinézet                                   | Jelölve  | [ 90 ]  |
| MTV Europe Music Awards                       | 2020 | Önmaga                                           | Legjobb előadó                                    | Jelölve  | [ 91 ]  |
| MTV Europe Music Awards                       | 2020 | Önmaga                                           | Legjobb pop                                       | Jelölve  | [ 91 ]  |
| MTV Europe Music Awards                       | 2020 | Önmaga                                           | Legjobb brit és ír előadó                         | Jelölve  | [ 91 ]  |
| MTV Europe Music Awards                       | 2022 | As It Was                                        | Legjobb dal                                       | Jelölve  | [ 92 ]  |
| MTV Europe Music Awards                       | 2022 | As It Was                                        | Legjobb videóklip                                 | Jelölve  | [ 92 ]  |
| MTV Europe Music Awards                       | 2022 | Önmaga                                           | Legjobb előadó                                    | Jelölve  | [ 92 ]  |
| MTV Europe Music Awards                       | 2022 | Önmaga                                           | Legjobb pop                                       | Jelölve  | [ 92 ]  |
| MTV Europe Music Awards                       | 2022 | Önmaga                                           | Legjobb koncert                                   | Elnyerte | [ 92 ]  |
| MTV Europe Music Awards                       | 2022 | Önmaga                                           | Legjobb brit és ír előadó                         | Elnyerte | [ 92 ]  |
| MTV Europe Music Awards                       | 2022 | Önmaga                                           | Legjobb rajongók                                  | Jelölve  | [ 92 ]  |
| MTV Italian Music Awards                      | 2014 | Önmaga                                           | Legjobb kinézet                                   | Jelölve  | [ 93 ]  |
| MTV Millennial Awards                         | 2013 | Önmaga                                           | Filtermentes híresség Instagramon                 | Elnyerte | [ 94 ]  |
| MTV Millennial Awards                         | 2014 | Önmaga                                           | Nemzetközi instagrammoló                          | Jelölve  | [ 95 ]  |
| MTV Millennial Awards                         | 2021 | Önmaga                                           | Celeb Crush                                       | Jelölve  | [ 96 ]  |
| MTV Millennial Awards                         | 2021 | Golden                                           | Az év nemzetközi slágere                          | Elnyerte | [ 97 ]  |
| MTV Millennial Awards Brazil                  | 2020 | Önmaga                                           | Az év rajongótábora                               | Jelölve  | [ 98 ]  |
| MTV Millennial Awards Brazil                  | 2020 | Watermelon Sugar                                 | Nemzetközi sláger                                 | Jelölve  | [ 98 ]  |
| MTV Movie & TV Awards                         | 2023 | Jack Chambers                                    | Legjobb gonosz                                    | Jelölve  | [ 99 ]  |
| MTV Movie & TV Awards                         | 2023 | A rendőröm                                       | Legjobb csók                                      | Jelölve  | [ 99 ]  |
| MTV Video Music Awards                        | 2017 | Sign of the Times                                | Legjobb pop                                       | Jelölve  | [ 100 ] |
| MTV Video Music Awards                        | 2017 | Sign of the Times                                | Legjobb speciális effektek                        | Jelölve  | [ 100 ] |
| MTV Video Music Awards                        | 2020 | Adore You                                        | Legjobb művészi rendezés                          | Jelölve  | [ 101 ] |
| MTV Video Music Awards                        | 2020 | Adore You                                        | Legjobb rendezés                                  | Jelölve  | [ 101 ] |
| MTV Video Music Awards                        | 2020 | Adore You                                        | Legjobb speciális effektek                        | Jelölve  | [ 101 ] |
| MTV Video Music Awards                        | 2020 | Watermelon Sugar                                 | Nyár dala                                         | Jelölve  | [ 101 ] |
| MTV Video Music Awards                        | 2021 | Treat People with Kindness                       | Legjobb koreográfia                               | Elnyerte | [ 102 ] |
| MTV Video Music Awards                        | 2021 | Treat People with Kindness                       | Legjobb vágás                                     | Jelölve  | [ 102 ] |
| MTV Video Music Awards                        | 2021 | Treat People with Kindness                       | Legjobb pop                                       | Jelölve  | [ 102 ] |
| MTV Video Music Awards                        | 2022 | As It Was                                        | Az év videója                                     | Jelölve  | [ 103 ] |
| MTV Video Music Awards                        | 2022 | As It Was                                        | Legjobb pop                                       | Elnyerte | [ 103 ] |
| MTV Video Music Awards                        | 2022 | As It Was                                        | Legjobb koreográfia                               | Elnyerte | [ 103 ] |
| MTV Video Music Awards                        | 2022 | As It Was                                        | Legjobb rendezés                                  | Jelölve  | [ 103 ] |
| MTV Video Music Awards                        | 2022 | As It Was                                        | Legjobb koreográfia                               | Jelölve  | [ 103 ] |
| MTV Video Music Awards                        | 2022 | Late Night Talking                               | A nyár dala                                       | Jelölve  | [ 103 ] |
| MTV Video Music Awards                        | 2022 | Önmaga                                           | Az év dala                                        | Jelölve  | [ 103 ] |
| MTV Video Music Awards                        | 2022 | Harry’s House                                    | Az év albuma                                      | Elnyerte | [ 103 ] |
| MTV Video Music Awards                        | 2023 | Music for a Sushi Restaurant                     | Legjobb vizuális effektusok                       | Jelölve  | [ 104 ] |
| MTV Video Music Awards Japan                  | 2022 | As It Was                                        | Legjobb szólóelőadó videó – Nemzetközi            | Elnyerte | [ 105 ] |
| Music Producers Guild Awards                  | 2018 | Sign of the Times                                | Az év brit kislemezként kiadott dala              | Jelölve  | [ 106 ] |
| Music Producers Guild Awards                  | 2021 | Adore You                                        | Az év brit kislemezként kiadott dala              | Jelölve  | [ 107 ] |
| Music Producers Guild Awards                  | 2023 | Harry’s House                                    | Az év brit albuma                                 | Elnyerte | [ 108 ] |
| Music Week Awards                             | 2020 | Önmaga és Columbia Records                       | Legjobb marketing                                 | Elnyerte | [ 109 ] |
| MVPA Awards                                   | 2020 | Adore You                                        | Legjobb popvideó                                  | Elnyerte | [ 110 ] |
| MVPA Awards                                   | 2020 | Adore You                                        | Legjobb filmezés egy videóben                     | Jelölve  | [ 110 ] |
| MVPA Awards                                   | 2020 | Adore You                                        | Legjobb színkorrekció egy videóben                | Jelölve  | [ 110 ] |
| MVPA Awards                                   | 2020 | Adore You                                        | Legjobb speciális effekt egy videóben             | Jelölve  | [ 110 ] |
| MVPA Awards                                   | 2020 | Watermelon Sugar                                 | Legjobb színkorrekció egy videóben                | Jelölve  | [ 110 ] |
| MVPA Awards                                   | 2022 | As It Was                                        | Legjobb popvideó                                  | Elnyerte | [ 111 ] |
| Myx Music Awards                              | 2018 | Sign of the Times                                | Kedvenc nemzetközi videó                          | Jelölve  | [ 112 ] |
| Myx Music Awards                              | 2021 | Watermelon Sugar                                 | Kedvenc nemzetközi videó                          | Jelölve  | [ 113 ] |
| National Film Awards UK                       | 2018 | Önmaga                                           | Legjobb áttörés                                   | Jelölve  | [ 114 ] |
| National Film Awards UK                       | 2018 | Önmaga                                           | Legjobb újonc                                     | Jelölve  | [ 114 ] |
| Nickelodeon Ausztrál Kids’ Choice Awards      | 2013 | Önmaga                                           | Ausztrálok kedvenc dögös embere                   | Jelölve  | [ 115 ] |
| Nickelodeon Ausztrál Kids’ Choice Awards      | 2014 | Önmaga                                           | Ausztrálok kedvenc dögös embere                   | Elnyerte | [ 116 ] |
| Nickelodeon Kids’ Choice Awards               | 2018 | Önmaga                                           | Kedvenc áttörő zenész                             | Jelölve  | [ 117 ] |
| Nickelodeon Kids’ Choice Awards               | 2021 | Önmaga                                           | Kedvenc férfi előadó                              | Jelölve  | [ 118 ] |
| Nickelodeon Kids’ Choice Awards               | 2023 | Önmaga                                           | Kedvenc férfi előadó                              | Elnyerte | [ 119 ] |
| Nickelodeon Kids’ Choice Awards               | 2023 | Önmaga                                           | Globális zenei sztár                              | Elnyerte | [ 119 ] |
| Nickelodeon Kids’ Choice Awards               | 2023 | As It Was                                        | Kedvenc dal                                       | Elnyerte | [ 119 ] |
| Nickelodeon Kids’ Choice Awards               | 2023 | Harry’s House                                    | Kedvenc album                                     | Jelölve  | [ 119 ] |
| Nickelodeon Mexikói Kids’ Choice Awards       | 2017 | Önmaga                                           | Kedvenc nemzetközi előadó                         | Jelölve  | [ 120 ] |
| Nickelodeon Mexikói Kids’ Choice Awards       | 2018 | Önmaga                                           | Kedvenc nemzetközi előadó                         | Jelölve  | [ 121 ] |
| Nickelodeon Mexikói Kids’ Choice Awards       | 2020 | Watermelon Sugar                                 | Nemzetközi sláger                                 | Jelölve  | [ 122 ] |
| Nickelodeon Mexikói Kids’ Choice Awards       | 2021 | Golden                                           | Nemzetközi sláger                                 | Jelölve  | [ 123 ] |
| Nickelodeon Mexikói Kids’ Choice Awards       | 2022 | Önmaga                                           | Kedvenc nemzetközi előadó                         | Jelölve  | [ 124 ] |
| Nickelodeon Mexikói Kids’ Choice Awards       | 2022 | As It Was                                        | Az év nemzetközi slágere                          | Jelölve  | [ 124 ] |
| NME Awards                                    | 2013 | Önmaga                                           | Az év gonosza                                     | Elnyerte | [ 125 ] |
| NME Awards                                    | 2014 | Önmaga                                           | Az év gonosza                                     | Elnyerte | [ 126 ] |
| NME Awards                                    | 2015 | Önmaga                                           | Az év gonosza                                     | Jelölve  | [ 127 ] |
| NRJ Music Awards                              | 2017 | Önmaga                                           | Az év nemzetközi áttörése                         | Jelölve  | [ 128 ] |
| NRJ Music Awards                              | 2020 | Önmaga                                           | Az év nemzetközi férfi előadója                   | Jelölve  | [ 129 ] |
| NRJ Music Awards                              | 2020 | Watermelon Sugar                                 | Az év videóklipje                                 | Jelölve  | [ 129 ] |
| NRJ Music Awards                              | 2022 | Önmaga                                           | Nemzetközi férfi előadó                           | Jelölve  | [ 130 ] |
| NRJ Music Awards                              | 2022 | As It Was                                        | Az év videója                                     | Elnyerte | [ 130 ] |
| NRJ Music Awards                              | 2022 | As It Was                                        | Az év nemzetközi dala                             | Elnyerte | [ 130 ] |
| People’s Choice Awards                        | 2018 | Önmaga                                           | Stílus sztár                                      | Elnyerte | [ 131 ] |
| People’s Choice Awards                        | 2019 | Önmaga                                           | Stílus sztár                                      | Elnyerte | [ 132 ] |
| People’s Choice Awards                        | 2022 | Önmaga                                           | 2022 dráma filmsztárja                            | Jelölve  | [ 133 ] |
| People’s Choice Awards                        | 2022 | Önmaga                                           | 2022 férfi előadója                               | Elnyerte | [ 133 ] |
| People’s Choice Awards                        | 2022 | As It Was                                        | 2022 dala                                         | Jelölve  | [ 133 ] |
| People’s Choice Awards                        | 2022 | As It Was                                        | 2022 videóklipje                                  | Jelölve  | [ 133 ] |
| People’s Choice Awards                        | 2022 | Harry’s House                                    | 2022 albuma                                       | Jelölve  | [ 133 ] |
| People’s Choice Awards                        | 2022 | Love on Tour                                     | 2022 koncertturnéja                               | Jelölve  | [ 133 ] |
| Planeta Awards                                | 2023 | As It Was                                        | Top 25                                            | Elnyerte |         |
| Pollstar Awards                               | 2018 | Önmaga                                           | Az év popturnéja                                  | Jelölve  | [ 134 ] |
| Pollstar Awards                               | 2018 | Önmaga                                           | Legjobb új headliner                              | Jelölve  | [ 134 ] |
| Pollstar Awards                               | 2021 | Love on Tour                                     | Az év legjobb nagy turnéja                        | Elnyerte | [ 135 ] |
| Pollstar Awards                               | 2021 | Love on Tour                                     | Legjobb popturné                                  | Jelölve  | [ 135 ] |
| Pollstar Awards                               | 2023 | Love on Tour                                     | Az év legjobb nagy turnéja                        | Elnyerte | [ 136 ] |
| Pollstar Awards                               | 2023 | Love on Tour                                     | Legjobb márkapartner/Az év kampánya               | Jelölve  | [ 136 ] |
| Pollstar Awards                               | 2023 | Love on Tour                                     | Per Cap-díj                                       | Elnyerte | [ 136 ] |
| Pollstar Awards                               | 2023 | Love on Tour                                     | Az élő zene jobb díj                              | Jelölve  | [ 136 ] |
| Pollstar Awards                               | 2023 | Love on Tour                                     | Az év rezidenciája                                | Elnyerte | [ 136 ] |
| Pollstar Awards                               | 2023 | Love on Tour                                     | Az év popturnéja                                  | Jelölve  | [ 136 ] |
| Pop Awards                                    | 2023 | Önmaga                                           | Az év előadója                                    | Jelölve  | [ 137 ] |
| Pop Awards                                    | 2023 | As It Was                                        | Az év videóklipje                                 | Elnyerte | [ 137 ] |
| Premios MUSA                                  | 2022 | As It Was                                        | Az év nemzetközi angol nyelvű dala                | Elnyerte | [ 138 ] |
| Premios MUSA                                  | 2022 | Önmaga                                           | Az év nemzetközi angol nyelvű előadója            | Jelölve  | [ 138 ] |
| Premios Odeón                                 | 2021 | Önmaga                                           | Legjobb nemzetközi előadó                         | Jelölve  | [ 139 ] |
| Premios Odeón                                 | 2023 | Harry’s House                                    | Legjobb nemzetközi album                          | Elnyerte | [ 140 ] |
| Pure Charts Awards                            | 2023 | As It Was                                        | Legjobb nemzetközi videóklip                      | Elnyerte | [ 141 ] |
| Qmusic Top 40                                 | 2023 | As It Was                                        | Az év nemzetközi dala                             | Elnyerte | [ 142 ] |
| Rockbjörnen                                   | 2017 | Sign of the Times                                | Az év külföldi dala                               | Jelölve  | [ 143 ] |
| Rockbjörnen                                   | 2018 | Harry Styles: Live on Tour                       | Az év koncertje                                   | Jelölve  | [ 144 ] |
| Rockbjörnen                                   | 2020 | Adore You                                        | Az év külföldi dala                               | Jelölve  | [ 145 ] |
| RTHK International Pop Poll Awards            | 2021 | Watermelon Sugar                                 | Legjobb tíz nemzetközi arany dal                  | Jelölve  | [ 146 ] |
| RTHK International Pop Poll Awards            | 2021 | Önmaga                                           | Legjobb férfi előadó                              | Jelölve  | [ 146 ] |
| RTHK International Pop Poll Awards            | 2022 | Önmaga                                           | Legjobb férfi énekes                              | Elnyerte | [ 147 ] |
| SEC Awards                                    | 2020 | Adore You                                        | Az év nemzetközi dala                             | Jelölve  | [ 148 ] |
| SEC Awards                                    | 2021 | Önmaga                                           | Nemzetközi férfi előadó                           | Elnyerte | [ 149 ] |
| SEC Awards                                    | 2021 | Watermelon Sugar                                 | Az év nemzetközi dala                             | Elnyerte | [ 149 ] |
| SEC Awards                                    | 2021 | Harries                                          | Az év rajongótábora                               | Elnyerte | [ 150 ] |
| SEC Awards                                    | 2022 | Harries                                          | Az év rajongótábora                               | Jelölve  | [ 151 ] |
| SEC Awards                                    | 2022 | As It Was                                        | Az év nemzetközi dala                             | Jelölve  | [ 151 ] |
| SEC Awards                                    | 2022 | Önmaga                                           | Nemzetközi férfi előadó                           | Jelölve  | [ 151 ] |
| SEC Awards                                    | 2023 | Önmaga                                           | Nemzetközi férfi előadó                           | Jelölve  | [ 152 ] |
| SEC Awards                                    | 2023 | Önmaga                                           | Legjobb nemzetközi filmteljesítmény               | Elnyerte | [ 153 ] |
| SEC Awards                                    | 2023 | Harry’s House                                    | Az év nemzetközi albuma/középlemeze               | Jelölve  | [ 154 ] |
| Shorty Awards                                 | 2019 | Önmaga                                           | Legjobb a zenében                                 | Jelölve  | [ 155 ] |
| Shorty Awards                                 | 2022 | Harry Styles: Love On Tour x MSG Social Campaign | Közösségi média kampány                           | Jelölve  | [ 156 ] |
| Shots Awards                                  | 2023 | Music for a Sushi Restaurant                     | Az év videóklipje                                 | Bronz    | [ 157 ] |
| Silver Clef Awards                            | 2018 | Önmaga                                           | Legjobb koncertfellépő                            | Elnyerte | [ 158 ] |
| Swiss Music Awards                            | 2023 | Harry’s House                                    | Legjobb nemzetközi szólóelőadó                    | Elnyerte | [ 159 ] |
| Swiss Music Awards                            | 2023 | As It Was                                        | Legjobb nemzetközi sláger                         | Elnyerte | [ 159 ] |
| TEC Awards                                    | 2021 | Adore You                                        | Produceri munka – Kislemez vagy szám              | Jelölve  | [ 160 ] |
| Teen Choice Awards                            | 2013 | Önmaga                                           | Choice: Dögös férfi                               | Elnyerte | [ 161 ] |
| Teen Choice Awards                            | 2013 | Önmaga                                           | Choice Mosoly                                     | Elnyerte | [ 161 ] |
| Teen Choice Awards                            | 2014 | Önmaga                                           | Choice Mosoly                                     | Elnyerte | [ 162 ] |
| Teen Choice Awards                            | 2016 | Önmaga                                           | Choice: Dögös férfi                               | Elnyerte | [ 163 ] |
| Teen Choice Awards                            | 2017 | Önmaga                                           | Choice: Férfi előadó                              | Elnyerte | [ 164 ] |
| Teen Choice Awards                            | 2017 | Önmaga                                           | Choice: Rock előadó                               | Elnyerte | [ 164 ] |
| Teen Choice Awards                            | 2017 | Önmaga                                           | Choice: Stílus ikon                               | Elnyerte | [ 164 ] |
| Teen Choice Awards                            | 2017 | Önmaga                                           | Choice: Új filmsztár                              | Jelölve  | [ 164 ] |
| Teen Choice Awards                            | 2017 | Önmaga                                           | Choice: Dögös férfi                               | Jelölve  | [ 164 ] |
| Teen Choice Awards                            | 2017 | Sign of the Times                                | Choice dal: Férfi előadó                          | Jelölve  | [ 164 ] |
| Teen Choice Awards                            | 2017 | Önmaga                                           | Choice Nyár: Férfi előadó                         | Jelölve  | [ 164 ] |
| Teen Choice Awards                            | 2017 | Önmaga                                           | Choice Nyár: Férfi színész                        | Jelölve  | [ 164 ] |
| Teen Choice Awards                            | 2018 | Önmaga                                           | Choice: Stílus ikon                               | Elnyerte | [ 165 ] |
| Teen Choice Awards                            | 2018 | Harry Styles: Live on Tour                       | Choice: Nyári turné                               | Elnyerte | [ 165 ] |
| Ticketmaster Awards                           | 2023 | Önmaga                                           | Az év brit koncertelőadója                        | Jelölve  | [ 166 ] |
| TIFF Tribute Awards                           | 2022 | My Policeman                                     | TIFF teljesítmény-díj                             | Elnyerte | [ 167 ] |
| Tudo Information Awards                       | 2022 | As It Was                                        | Az év slágere                                     | Elnyerte | [ 168 ] |
| UK Music Video Awards                         | 2020 | Adore You                                        | Legjobb brit popvideó                             | Jelölve  | [ 169 ] |
| UK Music Video Awards                         | 2020 | Falling                                          | Legjobb brit popvideó                             | Jelölve  | [ 169 ] |
| UK Music Video Awards                         | 2022 | As It Was                                        | Legjobb brit popvideó                             | Elnyerte | [ 170 ] |
| Variety Hitmakers Awards                      | 2020 | Önmaga                                           | Az év slágergyártója                              | Elnyerte | [ 171 ] |
| Washington D.C. Area Film Critics Association | 2017 | Dunkirk                                          | Legjobb szereposztás                              | Jelölve  | [ 172 ] |
| Webby Awards                                  | 2021 | Harry Styles Crosswalk Concert                   | Videóklip                                         | Jelölve  | [ 173 ] |
| Webby Awards                                  | 2023 | AirPods – Silhouettes x Harry Styles             | Legjobb egyéni teljesítmény (videó)               | Jelölve  | [ 174 ] |
| Webby Awards                                  | 2023 | Harry Styles Love On Tour x MSG Social Campaign  | Legjobb kampány – Szórakoztatás és teljesítmények | Jelölve  | [ 175 ] |
| Webby Awards                                  | 2023 | Harry Styles Love On Tour x MSG Social Campaign  | Legjobb kampány – események és élőadások          | Elnyerte | [ 175 ] |
| Žebřík Music Awards                           | 2021 | Önmaga                                           | Legjobb nemzetközi férfi                          | Jelölve  | [ 176 ] |
| Žebřík Music Awards                           | 2021 | Adore You                                        | Legjobb nemzetközi videó                          | Elnyerte | [ 176 ] |
| Žebřík Music Awards                           | 2023 | Harry’s House                                    | Legjobb nemzetközi album                          | Arany    | [ 177 ] |
| Žebřík Music Awards                           | 2023 | Daylight                                         | Legjobb nemzetközi dal                            | Bronz    | [ 177 ] |
| Žebřík Music Awards                           | 2023 | Daylight                                         | Legjobb nemzetközi videó                          | Ezüst    | [ 177 ] |
| Žebřík Music Awards                           | 2023 | Himself                                          | Legjobb külföldi énekes                           | Bronz    | [ 177 ] |